# Lycaena nigrescens
Lycaena nigrescens är en fjärilsart som beskrevs av Tutt 1906. Lycaena nigrescens ingår i släktet Lycaena och familjen juvelvingar. Inga underarter finns listade i Catalogue of Life.